# Бражников Володимир Олександрович
Володимир Олександрович Бражников (рос. Владимир Александрович Бражников; нар. 17 листопада 1941, Моздок, Ставропольський край, РРФСР — пом. 7 березня 2001, Краснодар, Росія) — радянський футболіст, захисник, по завершенні кар'єри — радянський та російський тренер.

## Клубна кар'єра
Виступав у складі клубів «Авангарду» (Жовті Води, 1962), «Алга» (Фрунзе, 1963-1965), «Алай» (Ош, 1966-1970).

## Кар'єра тренера
З 1971 по 1972 рік очолював «Алай», а потім з 1972 по 1973 рік керував командою рисрадгоспу «Красноармійський». З 1974 по 1976 рік працював у тренерському штабі «Кубані», після чого очолював команду «Урожай» з Брюховецької, а з 1982 по 1983 рік «Амудар'ю» з Нукуса.
З 1989 по 1990 рік працював з «Хіміком» з Бєлорєченська, потім повернувся в «Кубань», якою керував до 1991 року, після цього очолював «Ниву» зі Слов'янська-на-Кубані.
У 1994 році знову повернувся в «Кубань», де, з невеликою перервою, працював до кінця 1997 року, а потім ще рік займав посаду помічника головного тренера.
З 1999 по 2001 рік керував жіночою командою «Кубаночка», а після цього працював з молодіжним складом «Кубані», який виступав в аматорських турнірах і базувався в Усть-Лабінська.